# Augusto di San Sinforiano
Augusto di San Sinforiano (... – Bourges, 560), venerato come santo dalla Chiesa cattolica.

## Agiografia
Secondo Gregorio di Tours fu paralitico a partire dalla nascita; a causa della sua malattia viveva di elemosine con le quali costruì un eremo dedicato a San Martino del quale era un fervente devoto. Terminata la costruzione vi fece traslare alcune reliquie del santo, che, per miracolo, gli concesse nuovamente l'uso completo degli arti.
Dopo aver creato una piccola comunità monastica ed essere stato ordinato sacerdote, fu eletto abate dal vescovo di Bourges Probiano al servizio del monastero di San Sinforiano.
Secondo alcune fonti agiografiche ebbe una visione mistica nella quale venne a conoscenza dell'ubicazione del luogo di sepoltura di Sant'Ursino, primo vescovo di Bourges.